# Верхняя Павловка
Ве́рхняя Па́вловка — деревня Данковского района Липецкой области. Входит в состав Полибинского сельсовета. Находится на реке Дон. По данным всероссийской переписи за 2010 год население деревни составляет 24 человека.

## География
Стоит на Дону  в северной части региона. 
Южная часть деревни — бывшее селение Козловка. На противоположном берегу Дона находилось Стрешнево.
Улиц две: Московская и Центральная.

## История
В «Экономических примечаниях Данковского уезда» 1771 г. отмечается, что на Дону в этой местности было две деревни Павловки. Они соответствуют современным селениям Данковского района — Верхней и Нижней Павловке.

## Население
| 1859 | 1897 | 1906 | 2010 |
| ---- | ---- | ---- | ---- |
| 651  | ↗657 | ↗840 | ↘24  |

## Инфраструктура
Личное подсобное хозяйство. На 2021 год есть по улице Центральной влд1, влд10, влд12, влд14, влд16, влд18, влд2; влд20, влд22, влд3, влд4, влд5, влд6, влд7; влд8, влд9, домовл. 7/1.

## Транспорт
Просёлочная дорога.